# جيريمي نيومان
جيريمي نيومان (5 يونيو 1962 في المملكة المتحدة - )  (بالإنجليزية: Jeremy Newman)‏ هو لاعب كريكت بريطاني. لعب مع Wiltshire County Cricket Club ‏.